# 小行星8576
小行星8576（英語：8576）是一颗围绕太阳公转的小行星。1996年11月7日，上田清二、金田宏在钏路市发现了此天体。
这颗小行星的绝对星等为345.9098546916587等。